# العميل السري أوسو
لعميل السري أوسو (بالإنجليزية:  Special Agent Oso)‏ هو برنامج رسوم متحركة تلفزيوني للأطفال من ديزني والذي عرض لأول في 4 أبريل 2009، كان البرنامج في الأصل جزءا من فقرة ديزني بلاي هاوس اليومية المخصصة لمرحلة ما قبل المدرسة. في 11 فبراير2011، تم نقله إلى فقرة ديزني جونيور، التي أخذت مكان بلاي هاوس.

## الدبلجة للعربية
عرض في قناة ديزني شرق الأوسط عام 2009-2012 و قناة براعم للأطفال بدبلجة ممثلين مصريين باللغة الفصحى.
- وائل عوض (أوسو)
- إيمان عياد (مخلب مرشد)
- رامي الطمباري (السيد دوس)
- إلهامي أمين (ولفي)
- إلهام صبري (روتي)
- إيناس صبري
- حلا صبري
- خلود عمر
- ريم شعبان عبد العليم
- عادل عمر
- كريمة محمد سلامة
- محمد حسن[ ؟ ]
- محمود حمودة
- ملك حمزة
- محمود إسماعيل
- هند عمرو
- حنان عادل
- حبيبة مجدي
- سحر غريب
- عمر جاهين
- معوض إسماعيل - ويرلي

## روابط خارجية
- العميل السري أوسو على موقع IMDb (الإنجليزية)
- العميل السري أوسو على موقع ميتاكريتيك (الإنجليزية)
- العميل السري أوسو على موقع روتن توميتوز (الإنجليزية)
- العميل السري أوسو على موقع كينوبويسك (الروسية)
- العميل السري أوسو على موقع ألو سيني (الفرنسية)
- العميل السري أوسو على موقع قاعدة بيانات الفيلم (الإنجليزية)